# اونو کوروبی
اونو کوروبی (به ژاپنی: 大野九郎兵衛 Ōno Kurobei);  یکی از ملازم اصلی در ولایت هاریماقلمروی آکو در خدمت خاندان آسانو اهل ژاپن بود.
پس از کشته شدن اربابش آسانو ناگانوری نظرات او در مقابل کارو اُوایشی یوشیئو قرار گرفت. یوشیئو نظر داشت که باید در قلعه سنگر گرفت و مقاومت کرد اما او نظر به تحویل قلعه آکو را داشت. همچنین در مورد معاوضه اوراق بهادار قلمرو با پول نقد یوشیئو نظر داشت باید به کسانی که درآمد کمتری دارند با سخاوت بیشتری عمل شود اما او نظر داشت که معاوضه باید فقط بر اساس میزان اوراق قرضه باشد که در نهایت به خواست یوشیئو عمل شد. او از قلمروی آکو فرار کرد و به کیوتو رفت و در همان جا نیز درگذشت. 